# 小鱼眼草
小鱼眼草（学名：Dichrocephala benthamii）是菊科鱼眼草属的植物。分布在印度以及中国大陆的贵州、湖北、广西、四川、云南等地，生长于海拔1,350米至3,200米的地区，多生长在路旁、河岸、溪旁、山坡与山谷草地或田边荒地，目前尚未由人工引种栽培。